# 640 Brambilla
640 Brambilla eller 1907 ZW är en asteroid i huvudbältet, som upptäcktes 29 augusti 1907 av den tyska astronomen August Kopff i Heidelberg. Den är uppkallad efter den tyske författarens E.T.A. Hoffmann's novel Prinzessi Brambilla.
Asteroiden har en diameter på ungefär 62 kilometer.